# 苗栗縣公車

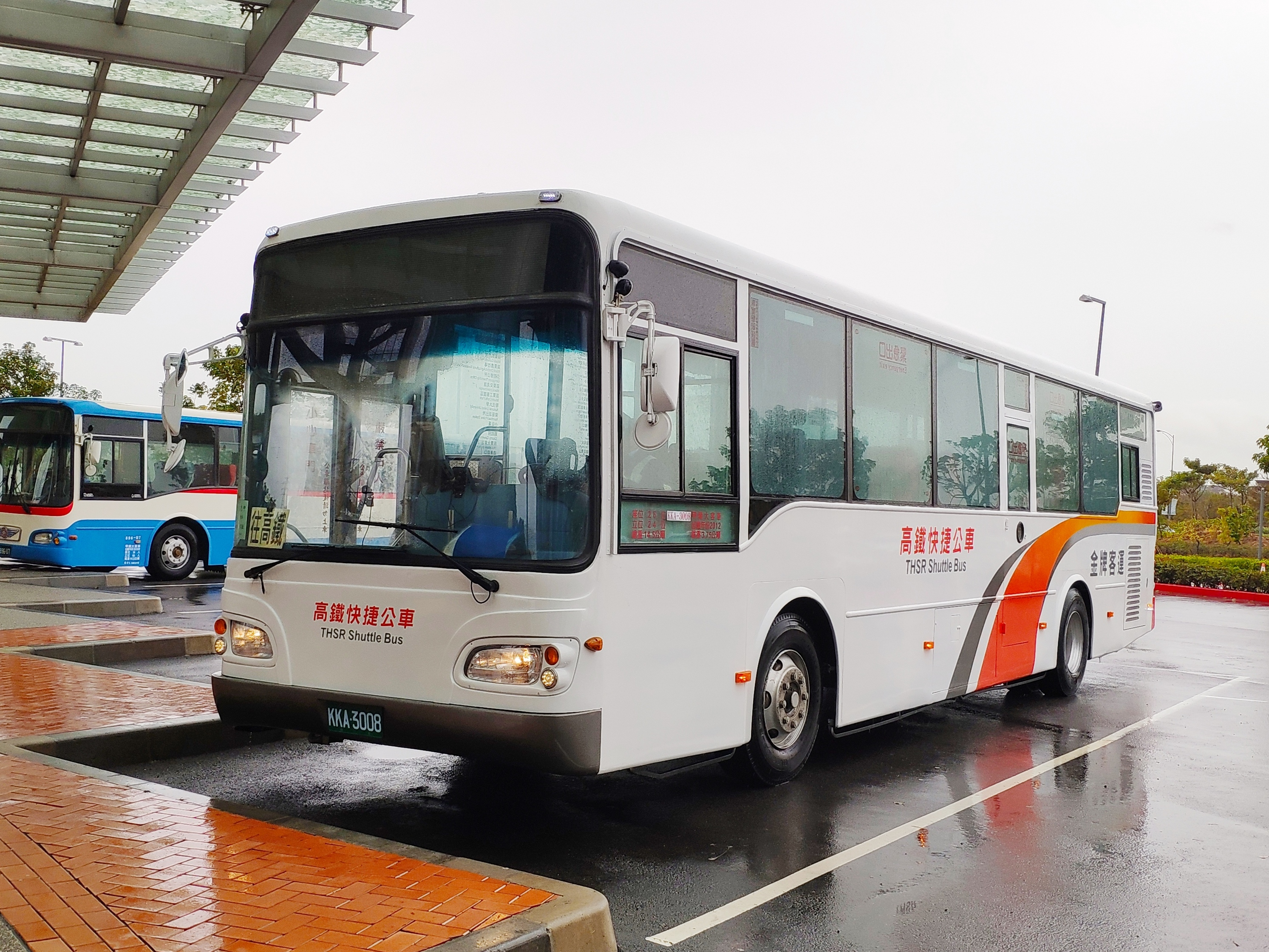
高鐵快捷公車之日野車體全貌

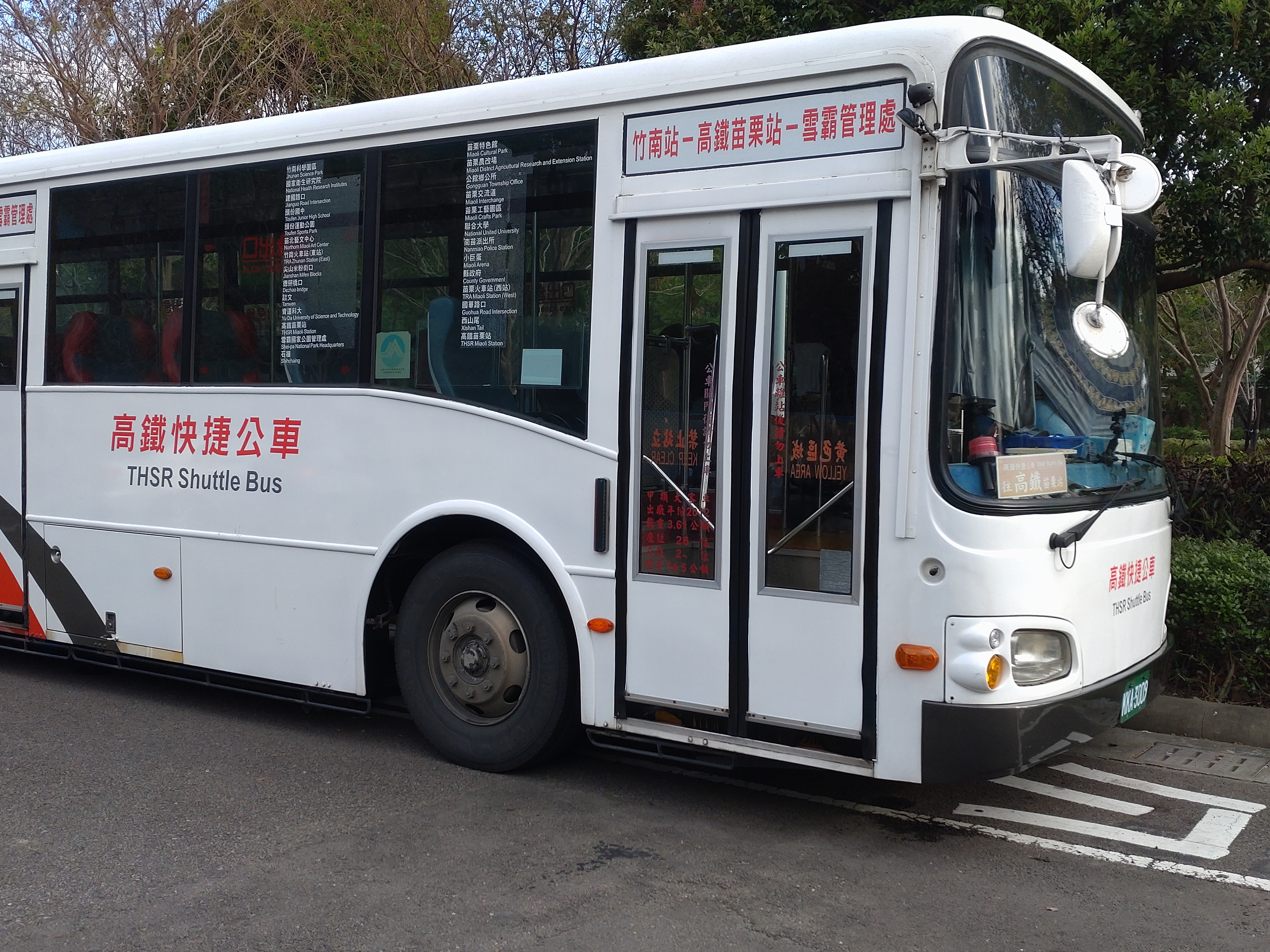
高鐵快捷公車之日野車體側面

苗栗縣市區公車，為苗栗縣政府工務處運輸管理科作為監理機關的公共汽車路線，目前經營者僅金牌客運，營運高鐵快捷公車之唯一路線。

## 歷史
苗栗縣政府工務處所規劃的5條快捷公車路線，其中「竹南科學園區 － 高鐵苗栗站 － 雪霸國家公園管理處」路線，在2015年10月15日由新竹金牌客運取得路線經營權。同年12月1日高鐵苗栗站首條聯外快捷公車路線正式營運，「101竹南科至雪霸管理處」全線總長51.5公里，共設有25站，沿途行經竹南、頭份、造橋、後龍、苗栗、公館、大湖等地區，每天共80個班次。另以高鐵苗栗站為界，分為北段「101A竹南科至高鐵站」與南段「101B雪霸管理處至高鐵站」的區間。
2016年2月1日因高鐵旅客的快捷公車使用量上升，縣府決定調整101路線的發車時間。2018年1月，育達科技大學為解決學生通勤問題，協請金牌客運增加高鐵快捷公車的101C路線，駛入育達校區招呼站。高鐵苗栗站指出，因高鐵快捷公車搭乘人數少且不符營運成本，預計於2019年2月底停駛101A路線。中華民國交通部為保障偏鄉交通暢通，與台灣高鐵公司協調後，已取消停駛計畫，維持營運所有路線。為配合高鐵苗栗站於2019年7月1日的時刻表改點，快捷公車101路線從原本80個班次增加至84個班次。

## 路線列表
高鐵快捷公車
| 路線名稱 | 營運區間                                         |
| -------- | ------------------------------------------------ |
| 101      | 竹南科學園區 － 高鐵苗栗站 － 雪霸國家公園管理處 |
| 101A     | 竹南科學園區 － 高鐵苗栗站                       |
| 101B     | 雪霸國家公園管理處 － 竹南科學園區               |
| 101C     | 竹南科學園區 － 高鐵苗栗站（繞駛育達校區）       |

## 票價
高鐵旅客出示當日當站高鐵乘車票證，即可免費搭乘。一般乘客則依公路客運收費標準收取票價。身心障礙者、65歲以上之長者與陪伴身心障礙者持敬老、愛心及愛心陪伴悠遊卡搭乘，票價為半價。

## 外部連結
- 维基共享资源上的相關多媒體資源：苗栗縣公車
- 維基數據上的苗栗縣市區公車
- 金牌客運有限公司（繁體中文）（页面存档备份，存于）
- 苗栗縣政府工務處（繁體中文）（页面存档备份，存于）